# Joseph Lion Salomonson
Joseph Lion Salomonson (Nederlands-Indië, Semarang, 1 augustus 1862 – Amsterdam, 25 februari 1905) was een Nederlands koopman.
Hij werd geboren binnen het gezin van koopman Herman Salomonson (1833-1915) en  Fanny Mesritz (1839-1927). Hij trouwde op 22 september 1890 met Rachel Stokvis, nakomeling van Barend Joseph Stokvis en Julia Elisabeth Wertheim. Het echtpaar woonde enige tijd aan de Stadhouderskade 151 te Amsterdam. Zij kregen twee kinderen:
- dochter Fanny Salomonson, schrijfster
- zoon Barend Joseph Salomonson, arts.

De familie hing stevig aan elkaar getuige een fusie uitgesproken op 10 november 1899. Bij notaris J.F. Wertheim werden de firma's Mesritz & Co. en Herman Salomonson gefuseerd. In 1902 werd er weer gesplitst Mesritz & Co namen Nederland voor hun rekening, Herman Salomonson Nederlands-Indië.